# Guillaume Ier de Chanaleilles
Pour les articles homonymes, voir Guillaume de Chanaleilles et Guillaume Ier.
Guillaume Ier de Chanaleilles, qui vivait à la fin du XIe siècle, était un seigneur français du Moyen Âge qui fut à l'origine de l'une des plus anciennes et des plus illustres familles du Vivarais, la famille de Chanaleilles, famille d'origine chevaleresque, qui détenait la seigneurie de Chanaleilles, près de Saugues, dans la Haute-Loire.

## Biographie
Guillaume Ier de Chanaleilles participa à la Première croisade aux côtés du comte de Toulouse Raymond IV, dont il était le vassal.
Il est le père de Guillaume II de Chanaleilles, membre de l'Ordre du Temple, qui faillit en devenir le maître en 1154, après la mort l'année précédente devant Ascalon de Bernard de Tramelay.